# 異形魔種
《異形魔種》（英語：Splinter）是一部2008年的美國恐怖電影，由托比·威爾金斯執導，於2008年10月31日有限公映。主演是希亞·溫漢、保羅·卡斯坦佐和吉兒·華格納。本片拍攝於奧克拉荷馬州的奧克拉荷馬城附近。